# محمدرضا بهرنگی
محمدرضا بهرنگی (برنجی) (زادهٔ ۱۳۲۳ در کرمانشاه) از صاحبنظران آموزش و پرورش در ایران است. وی استاد دانشگاه، عضو شورای عالی آموزش و پرورش و عضو هیئت علمی دانشگاه خوارزمی تهران است و تألیفات و ترجمه‌های فراوانی دربارهٔ تعلیم و تربیت داشته‌است.
او دکترای علوم تربیتی با گرایش آموزش متوسطه از دانشگاه کالیفرنیای جنوبی آمریکا (۱۳۵۸) دارد. از جمله آثار او ترجمهٔ کتاب معروف الگوهای تدریس است.

## برخی از آثار[نیازمند منبع]

### تألیف
- الفکر الاجتماعی نموزج للا داره
- رهاوردهای نظری و تجربی
- انتظار از دانشگاه
- مدیریت آموزشی و آموزشگاهی
- Comperehensive Thinking

### ترجمه
- الگوهای تدریس
- ذهنیت فلسفی در مدیریت آموزشی
- سیستم‌ها و فنون اطلاعات مدیریت استراتژیک

## مدارک تحصیلی محمدرضا بهرنگی
- دکترای علوم تربیتی با گرایش آموزش متوسطه، دانشگاه کالیفرنیای جنوبی (۱۳۵۸)
- فوق لیسانس علوم تربیتی با گرایش مدیریت آموزشی از دانشگاه تهران
- فوق لیسانس اقتصاد (دانشگاه تهران)
- فوق لیسانس آموزش عالی از دانشگاه کالیفرنیا (لس آنجلس)
- لیسانس مشاوره و راهنمایی (دانشگاه تربیت معلم ۱۳۵۰)
- لیسانس مترجمی دانشکده علوم ارتباطات (دانشگاه علامه طباطبایی ۱۳۵۰)

## سمت‌های کنونی
- استاد نمونه کشوری در سال ۱۳۸۱
- استاد نمونه دانشگاه تربیت معلم (۱۳۷۵)
- استاد محقق نمونه دانشگاه تربیت معلم (۱۳۷۸)
- مؤسس نخستین دوره دکترای مدیریت آموزشی در ایران
- عضو کمیته تخصصی گروه بنیادهای آموزش و پرورش از بدو تأسیس تاکنون
- عضو هیئت مدیره سازمان جهانی آموزش علوم و تکنولوژی IOSTE و نمایندهٔ کشورهای آسیای جنوبی و کشورهای عربی (از سال ۱۳۷۸ تاکنون)
- عضو شورای عالی آموزش و پرورش (۱۳۸۰ تاکنون)
- عضو هیئت امنای مراکز تربیت معلم ایران
- عضو هیئت تحریریه فصلنامه تعلیم و تربیت و مجلات نوآوری‌های آموزشی، کارآفرینی و …